# Kubok Rossii 2011-2012
La Coppa di Russia 2011-2012 (in russo Кубок России?, Kubok Rossii) è stata la 20ª edizione del principale torneo a eliminazione diretta del calcio russo. Il torneo è iniziato il 20 aprile 2011 ed è terminato il 9 maggio 2012. Il Rubin Kazan' ha vinto il trofeo per la prima volta, battendo in finale la Dinamo Mosca.

## Primo turno
A questo turno hanno partecipato sei squadre di Vtoroj divizion. Le partite si sono giocate il 22 e il 30 aprile 2011.

### Sezione Sud
| Squadra 1          | Risultato         | Squadra 2   |
| ------------------ | ----------------- | ----------- |
| Olimpija Gelendžik | 2 – 2 (2 – 1 dcr) | Slavjanskij |
| Biolog-Novokubansk | 5 – 1             | Taganrog    |

### Sezione Est
| Squadra 1 | Risultato   | Squadra 2        |
| --------- | ----------- | ---------------- |
| Amur-2010 | 4 – 2 (dts) | Jakutija Jakutsk |

## Secondo turno
Hanno partecipato le vincenti del primo turno, 48 squadre di Vtoroj divizion e 3 squadre di dilettanti. Le partite si sono giocate tra il 20 aprile e l'11 maggio 2011.

### Zona Ovest
| Squadra 1           | Risultato | Squadra 2             |
| ------------------- | --------- | --------------------- |
| Spartak Kostroma    | 2 – 1     | Dinamo Kostroma       |
| Tekstilščik Ivanovo | 4 – 1     | Kooperator Vičuga     |
| Znamja Truda        | 0 – 1     | Saturn-2              |
| Dnepr Smolensk      | 2 – 0     | Stolica Mosca         |
| Sever Murmansk      | 3 – 0     | Karelija Petrozavodsk |
| Voločanin-Ratmir    | 0 – 2     | Volga Tver'           |

### Zona Centro
| Squadra 1       | Risultato         | Squadra 2           |
| --------------- | ----------------- | ------------------- |
| Lokomotiv Liski | 1 – 0             | Spartak Tambov      |
| Podol'e         | 0 – 0 (3 – 5 dcr) | Kaluga              |
| Rusiči Orël     | 4 – 2 (dts)       | Chimik Novomoskovsk |

### Zona Est
| Squadra 1                   | Risultato   | Squadra 2        |
| --------------------------- | ----------- | ---------------- |
| Sibir'-2                    | 2 – 1 (dts) | Sibirjak Bratsk  |
| Metallurg-Kuzbass           | 2 – 1       | Kuzbass Kemerovo |
| Smena K.N.A.                | 3 – 0       | Amur-2010        |
| Mostovik-Primor'e Ussurijsk | 1 – 0       | Sachalin         |

### Zona Sud
| Squadra 1             | Risultato   | Squadra 2           |
| --------------------- | ----------- | ------------------- |
| Alanija-d Vladikavkaz | 0 – 2       | FAJuR Beslan        |
| Dagdizel' Kaspijsk    | 1 – 0       | Angušt Nazran'      |
| Mašuk-KMV Pjatigorsk  | 1 – 4       | Dinamo Stavropol'   |
| Astrachan'            | 3 – 2       | Kavkaztransgaz-2005 |
| SKA Rostov            | 2 – 1 (dts) | MITOS Novočerkassk  |
| Rotor                 | 1 – 0       | Energija Volžskij   |
| Torpedo Armavir       | 2 – 0       | Olimpija Gelendžik  |
| Družba Majkop         | 1 – 4       | Biolog-Novokubansk  |

### Zona Urali-Volga
| Squadra 1           | Risultato         | Squadra 2        |
| ------------------- | ----------------- | ---------------- |
| Chimik Dzeržinsk    | 3 – 0             | Dinamo Kirov     |
| Akademija Togliatti | 2 – 3 (dts)       | Volga Ul'janovsk |
| Oktan Perm'         | 1 – 0             | Zenit Iževsk     |
| Rubin-2             | 0 – 1             | Neftechimik      |
| Syzran'-2003        | 0 – 0 (4 – 3 dcr) | Ufa              |
| Čeljabinsk          | 3 – 0             | Nosta Novotroick |

## Terzo turno
Hanno partecipato le 27 qualificate dal secondo turno e 21 squadre di Vtoroj divizion. Le partite si sono giocate tra il 10 e il 23 maggio 2011.

### Zona Ovest
| Squadra 1         | Risultato         | Squadra 2           |
| ----------------- | ----------------- | ------------------- |
| Dinamo Vologda    | 1 – 3             | Spartak Kostroma    |
| Šeksna Čerepovec  | 0 – 0 (4 – 5 dcr) | Tekstilščik Ivanovo |
| Saturn-2          | 0 – 0 (5 – 6 dcr) | Istra               |
| Lokomotiv-2 Mosca | 1 – 1 (4 – 2 dcr) | Dnepr Smolensk      |
| Petrotrest        | 0 – 1             | Sever Murmansk      |
| Volga Tver'       | 0 – 0 (5 – 4 dcr) | Pskov-747           |

### Zona Centro
| Squadra 1        | Risultato         | Squadra 2        |
| ---------------- | ----------------- | ---------------- |
| Saljut Belgorod  | 1 – 3             | Avangard Kursk   |
| Metallurg-Oskol  | 2 – 1             | Gubkin           |
| Metallurg Lipeck | 4 – 0             | Lokomotiv Liski  |
| Kaluga           | 1 – 1 (4 – 5 dcr) | Vitjaz' Podol'sk |
| Sokol Saratov    | 0 – 0 (4 – 5 dcr) | Zenit Penza      |
| Zvezda Rjazan'   | 0 – 1             | Rusiči Orël      |

### Zona Sud
| Squadra 1          | Risultato | Squadra 2          |
| ------------------ | --------- | ------------------ |
| FAJuR Beslan       | 2 – 0     | Dagdizel' Kaspijsk |
| Dinamo Stavropol'  | 1 – 2     | Astrachan'         |
| SKA Rostov         | 0 – 1     | Rotor              |
| Biolog-Novokubansk | 0 – 1     | Torpedo Armavir    |

### Zona Urali-Volga
| Squadra 1        | Risultato         | Squadra 2        |
| ---------------- | ----------------- | ---------------- |
| Volga Ul'janovsk | 2 – 2 (5 – 4 dcr) | Chimik Dzeržinsk |
| Neftechimik      | 1 – 0             | Oktan Perm'      |
| Gornjak Učaly    | 3 – 2             | Syzran'-2003     |
| Tjumen'          | 2 – 2 (3 – 4 dcr) | Čeljabinsk       |

### Zona Est
| Squadra 1                   | Risultato         | Squadra 2         |
| --------------------------- | ----------------- | ----------------- |
| Irtyš Omsk                  | 1 – 0 (dts)       | Sibir'-2          |
| Dinamo Barnaul              | 2 – 3             | Metallurg-Kuzbass |
| Radian-Bajkal Irkutsk       | 3 – 1             | Čita              |
| Mostovik-Primor'e Ussurijsk | 1 – 1 (2 – 4 dcr) | Smena K.N.A.      |

## Quarto turno
Hanno partecipato le 24 qualificate del terzo turno. Le partite si sono giocate tra il 4 e il 16 giugno 2011.

### Zona Ovest
| Squadra 1        | Risultato | Squadra 2           |
| ---------------- | --------- | ------------------- |
| Spartak Kostroma | 0 – 2     | Tekstilščik Ivanovo |
| Istra            | 1 – 0     | Lokomotiv-2 Mosca   |
| Volga Tver'      | 4 – 0     | Sever Murmansk      |

### Zona Centro
| Squadra 1        | Risultato | Squadra 2        |
| ---------------- | --------- | ---------------- |
| Avangard Kursk   | 1 – 2     | Metallurg-Oskol  |
| Vitjaz' Podol'sk | 2 – 1     | Metallurg Lipeck |
| Zenit Penza      | 1 – 2     | Rusiči Orël      |

### Zona Sud
| Squadra 1       | Risultato | Squadra 2    |
| --------------- | --------- | ------------ |
| Astrachan'      | 2 – 3     | FAJuR Beslan |
| Torpedo Armavir | 2 – 1     | Rotor        |

### Zona Urali-Volga
| Squadra 1        | Risultato | Squadra 2     |
| ---------------- | --------- | ------------- |
| Volga Ul'janovsk | 1 – 0     | Neftechimik   |
| Čeljabinsk       | 3 – 0     | Gornjak Učaly |

### Zona Est
| Squadra 1         | Risultato | Squadra 2             |
| ----------------- | --------- | --------------------- |
| Metallurg-Kuzbass | 3 – 0     | Irtyš Omsk            |
| Smena K.N.A.      | 0 – 1     | Radian-Bajkal Irkutsk |

## Quinto turno
Hanno partecipato le 12 qualificate del quarto turno e le 20 squadre della Lega Nazionale. Le partite si sono giocate il 4 e il 5 luglio 2011.
| Squadra 1             | Risultato         | Squadra 2               |
| --------------------- | ----------------- | ----------------------- |
| Istra                 | 2 – 1             | Volga Tver'             |
| Šinnik                | 2 – 1             | Baltika                 |
| Rusiči Orël           | 1 – 3             | Torpedo Vladimir        |
| Tekstilščik Ivanovo   | 0 – 1             | Nižnij Novgorod         |
| Vitjaz' Podol'sk      | 0 – 2             | Chimki                  |
| Dinamo Brjansk        | 2 – 0             | Torpedo Mosca           |
| KAMAZ                 | 1 – 2             | Mordovija               |
| Volga Ul'janovsk      | 1 – 1 (8 – 7 dcr) | Gazovik Orenburg        |
| Alanija Vladikavkaz   | 0 – 1             | Volgar'-Gazprom         |
| FAJuR Beslan          | 1 – 2             | Fakel Voronež           |
| Metallurg-Oskol       | 1 – 1 (5 – 4 dcr) | Černomorec Novorossijsk |
| Torpedo Armavir       | 3 – 4             | Žemčužina-Soči          |
| Sibir'                | 0 – 1             | Ural                    |
| Metallurg-Kuzbass     | 2 – 0             | Čeljabinsk              |
| Enisej                | 1 – 0             | SKA-Ėnergija            |
| Radian-Bajkal Irkutsk | 1 – 2             | Luč-Ėnergija            |

## Sedicesimi di finale
Hanno partecipato le 16 qualificate del quinto turno e le 16 squadre di Prem'er-Liga. Le partite si sono giocate il 17 luglio 2011.
| Squadra 1         | Risultato         | Squadra 2              |
| ----------------- | ----------------- | ---------------------- |
| Luč-Ėnergija      | 1 – 0 (dts)       | Kryl'ja Sovetov Samara |
| Enisej            | 0 – 2             | Lokomotiv Mosca        |
| Metallurg-Kuzbass | 0 – 1             | Amkar Perm'            |
| Ural              | 0 – 0 (5 – 6 dcr) | Rubin                  |
| Istra             | 0 – 1             | Spartak Mosca          |
| Metallurg-Oskol   | 0 – 1             | Tom' Tomsk             |
| Mordovija         | 0 – 5             | Dinamo Mosca           |
| Chimki            | 2 – 3             | Zenit San Pietroburgo  |
| Šinnik            | 0 – 1             | Volga Nižnij Novgorod  |
| Žemčužina-Soči    | 1 – 2             | Rostov                 |
| Volgar'-Gazprom   | 1 – 0             | CSKA Mosca             |
| Volga Ul'janovsk  | 0 – 3             | Anži                   |
| Dinamo Brjansk    | 3 – 1 (dts)       | Kuban'                 |
| Torpedo Vladimir  | 3 – 0             | Spartak-Nal'čik        |
| Nižnij Novgorod   | 0 – 2             | Terek Groznyj          |
| Fakel Voronež     | 2 – 1             | Krasnodar              |

## Ottavi di finale
Le partite si sono giocate il 20 e il 21 settembre 2011.
| Squadra 1             | Risultato         | Squadra 2             |
| --------------------- | ----------------- | --------------------- |
| Spartak Mosca         | 1 – 1 (5 – 6 dtr) | Volga Nižnij Novgorod |
| Dinamo Mosca          | 1 – 0 (dts)       | Anži                  |
| Zenit San Pietroburgo | 2 – 0             | Dinamo Brjansk        |
| Lokomotiv Mosca       | 1 – 0             | Luč-Ėnergija          |
| Amkar Perm'           | 0 – 2             | Rubin                 |
| Terek Groznyj         | 2 – 0             | Torpedo Vladimir      |
| Rostov                | 3 – 1             | Tom' Tomsk            |
| Fakel Voronež         | 2 – 0             | Volgar'-Gazprom       |

## Quarti di finale
Le partite si sono giocate il 21 e il 22 marzo 2012.
| Squadra 1             | Risultato         | Squadra 2       |
| --------------------- | ----------------- | --------------- |
| Rubin                 | 4 – 0             | Lokomotiv Mosca |
| Zenit San Pietroburgo | 0 – 1             | Dinamo Mosca    |
| Volga Nižnij Novgorod | 2 – 1 (dts)       | Terek Groznyj   |
| Rostov                | 0 – 0 (4 – 3 dcr) | Fakel Voronež   |

| Arbitro: | Vitali Meshkov |

|                                               |           |  |
| Karadeniz 30’, 70’ Ryazantsev 49’ Davydov 81’ | Marcatori |  |

| Arbitro: | Aleksandr Yegorov |

|  |           |                      |
|  | Marcatori | 73’ (rig.) Misimović |

| Arbitro: | Timur Arslanbekov |

|                              |           |                  |
| Bendz 68’ Karyaka 98’ (rig.) | Marcatori | 45+5’ Asil'darov |

| Arbitro: | Sergey Kuznetsov |

|                                                     |                      |                                                                |
| Élson Gațcan Bracamonte Cociș Adamov Kruglov Saláta | Tiri di rigore 4 – 3 | Kantonistov Gitselov Klopkov Zhitnikov Gavryuk Ediyev Khabarov |

## Semifinali
Le partite si sono giocate l'11 aprile 2012.
| Squadra 1    | Risultato | Squadra 2             |
| ------------ | --------- | --------------------- |
| Dinamo Mosca | 2 – 1     | Volga Nižnij Novgorod |
| Rubin        | 2 – 0     | Rostov                |

| Arbitro: | Maxim Layushkin |

|                                  |           |             |
| Misimović 73’ (rig.) Voronin 85’ | Marcatori | 19’ Karyaka |

| Arbitro: | Alexey Nikolaev |

|                                    |           |  |
| Bocchetti 82’ Smolnikov 84’ (aut.) | Marcatori |  |

## Finale
| Arbitro: | Michail Vilkov |

|  |           |                 |
|  | Marcatori | 78’ R. Erëmenko |